# Moudon
Moudon (hist. Milden) – miasto i gmina (commune) w zachodniej Szwajcarii, w kantonie Vaud, w okręgu (district) Broye-Vully. Leży nad rzeką Broye.

## Demografia
W Moudon mieszka 6106 osób. W 2021 roku 44,5% populacji gminy stanowiły osoby urodzone poza Szwajcarią. 

## Współpraca
Miejscowość partnerska:
- Mazan, Francja

## Transport
Przez teren miasta przebiegają drogi główne nr 1 i nr 151. 